# Lophodermella sulcigena
Lophodermella sulcigena är en svampart som först beskrevs av Heinrich Friedrich Link, och fick sitt nu gällande namn av Tubeuf 1917. Lophodermella sulcigena ingår i släktet Lophodermella och familjen Rhytismataceae.  Arten är reproducerande i Sverige. Inga underarter finns listade i Catalogue of Life.